# Théorème de Gergonne
Le théorème de Gergonne est le théorème de géométrie affine suivant :
Dans un plan affine, soient ABC un triangle non aplati, et A' , B' , C'  trois points appartenant respectivement aux droites (BC), (CA) et (AB). Si les droites (AA' ), (BB' ) et (CC' ) sont concourantes en un point M, alors les mesures algébriques vérifient :